# Madame Palmyre
Madame Palmyre, var en fransk modedesigner.

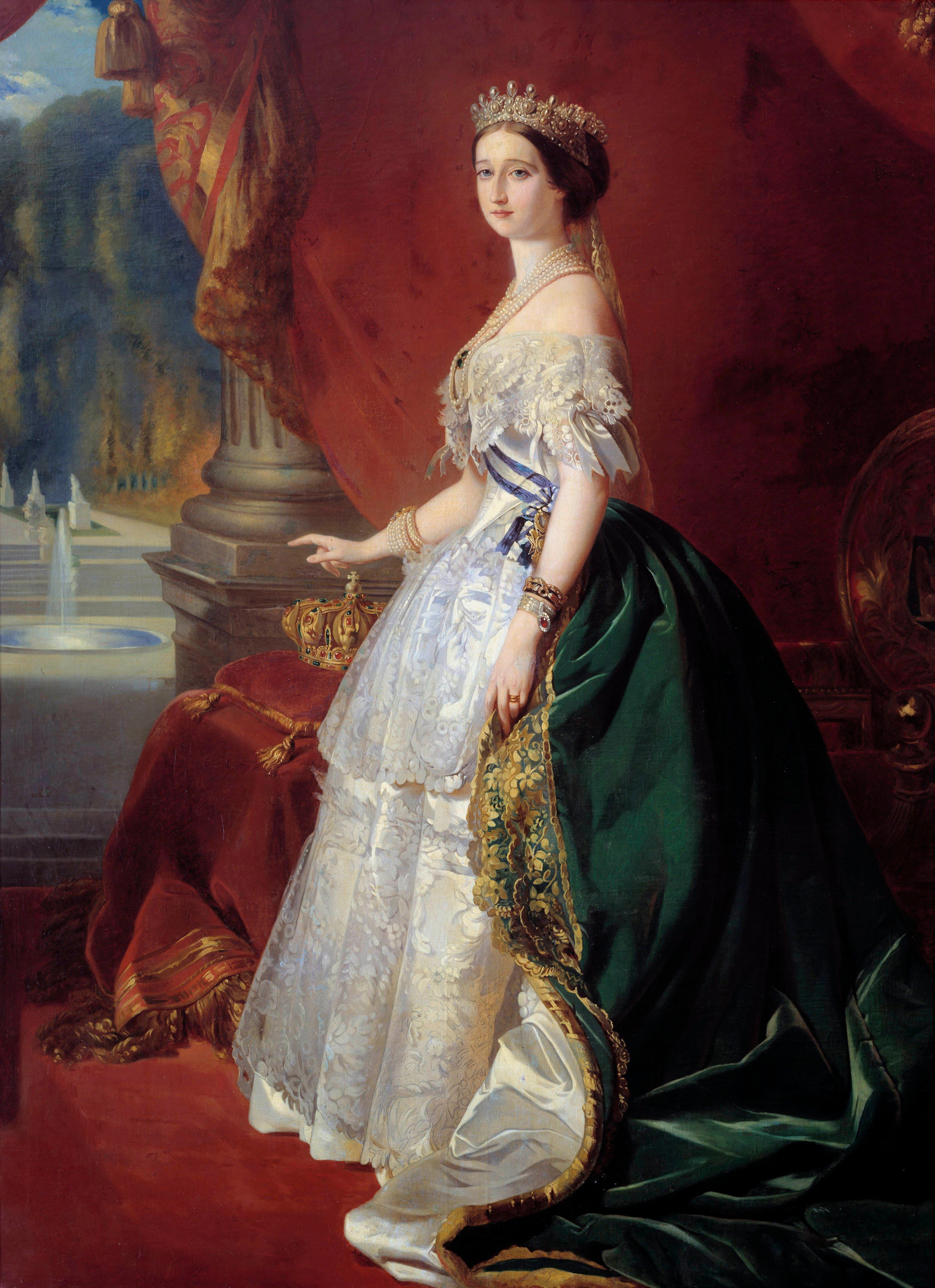
Kejsarin Eugenie av Frankrike

Hon var couturiere och designade kläder. Hon tillhörde de ledande designerna inom fransk modeindustri vid 1800-talets mitt, och nämns vid sidan av Madame Camille, Madame Vignon-Chauvin och Madame Victorine. Redan under julimonarkins 1830-tal nämns hon som en ledande designer. Hon var särskilt känd för sina balklänningar, något som kommenterades av Alfred de Musset. 
Hon var favoritdesigner åt kejsarinnan Eugenie av Frankrike i början av dennas tid som kejsarinna, innan hon ersattes av Charles Frederick Worth. Det nämns att hon, som representant för den gamla typen av designer, designade sina kläder i samråd med sin kunds önskemål, medan Worth först designade kläderna och sedan lät kunderna välja bland dem. Hon var tillsammans med Madame Vignon en av två "storsömmerskor" som levererade den garderob på 54 klänningar som ingick i Eugenies brudutstyrsel inför kejsarbröllopet 1853.